# Khawa Karpo
| Tibetische Bezeichnung                |
| ------------------------------------- |
| Tibetische Schrift: ཁ་བ་དཀར་པོ་        |
| Wylie-Transliteration: kha ba dkar po |
| Chinesische Bezeichnung               |
| Vereinfacht: 卡瓦格博; 卡瓦噶博雪山   |
| Pinyin:Kawa Gebo; Kawa Gabo Xueshan   |

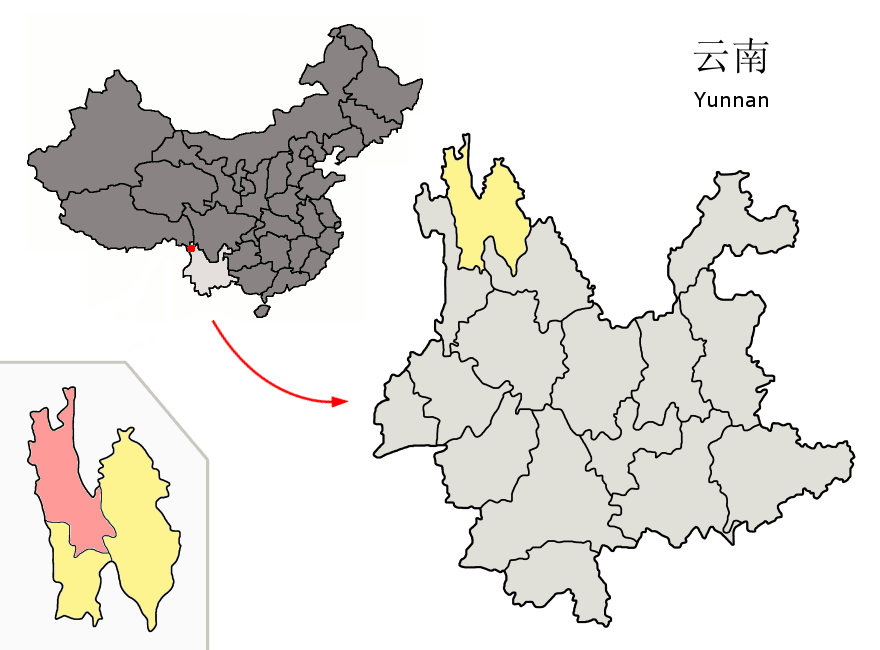
Lage des Kreises Dêqên (rosa) im Autonomen Bezirk Dêqên der Tibeter (gelb)

Der Khawa Karpo (tib.: kha ba dkar po) ist der höchste Berg in der chinesischen Provinz Yunnan. Er ist einer der sogenannten Acht großen heiligen Berge Tibets. Er liegt im Westen des Kreises Dêqên des Autonomen Bezirks Dêqên der Tibeter im Nordwesten der chinesischen Provinz Yunnan. Er hat eine Höhe von 6740 m.
Er ist der höchste Gipfel des Meili Xueshan (chin. 梅里雪山 oder Meili-Schneegebirges), das zum Gebirge Hengduan Shan im Südosten des Tibetischen Hochlands gehört.
Jedes Jahr kommen tibetische Pilger aus den Gebieten von Qamdo, Garzê und anderen Orten in die Region des Berges. Eine britische Bergsteiger-Expedition 1902 scheiterte. Am 3. Januar 1991 verloren 17 Teilnehmer einer japanischen Expedition ihr Leben. Aus kulturellen und religiösen Gründen erließ die lokale Regierung im Jahr 2001 Gesetze, die alle zukünftigen Versuche den Berg zu besteigen unterbinden sollen. Der Gipfel ist bis heute unbestiegen.